# José Romeo
José Romeo (Cervera de la Cañada, 1701–Madrid, 15 de enero de 1772), a veces transcrito por la grafía antigua Josef o citado erróneamente como Romero, fue un pintor barroco español.

## Biografía
Nació en Cervera de la Cañada en Aragón. Pintó algunas pinturas oscuras cuyo estilo recuerda a Salvator Rosa. Estudió en Zaragoza y recibió una beca para continuar su formación en Roma con Agostino Massuci. Se trató de uno de los pioneros de la pintura aragonesa del siglo XVIII.
Tras volver a Barcelona, donde pintó un cuadro mostrando a San Pedro Nolasco en el convento mercedario de la ciudad, se trasladó a Madrid para convertirse en pintor de cámara del rey Felipe V. Participó como ayudante de pintor en el Palacio del Buen Retiro y el Palacio Real de Aranjuez en 1740. Aunque no alcanzó el rango de pintor de cámara, en 1745 sí logró el rango de "artista-forrador", con el que realizó trabajos para la colección de arte real. Fue empleado en la restauración de telas del palacio del Buen Retiro (Casón del Buen Retiro). Durante el reinado de Fernando VI ayudó a Santiago Amigoni a pintar una Sala de Conversación.
Entre sus discípulos cabe destacar a José del Castillo.